# Giovanni Antonio Giustiniani
Giovanni Antonio Giustiniani (Madrid, 1676 - Gênova, 1735) foi o 142º Doge (duque) da República de Génova e rei da Córsega.

## Biografia
Membro da nobre família Giustiniani, nasceu em Madrid por volta de 1676. As eleições de 22 de setembro de 1713 elegeram-no o novo Doge (duque) da República de Génova, o nonagésimo sétimo na sucessão bienal e o nr. cento e quarenta e dois na história republicana. Como Doge, ele também foi investido no cargo bienal de rei da Córsega. Giustiniani terminou o seu mandato a 22 de setembro de 1715 e morreu em Génova em 1735.